# مرزة شمالية
مُرزة شمالية أو عُقيب شمالي أو صقر المستنقعات (الاسم العلمي: Circus hudsonius)، طائر جارح يتبع جنس العقيب وفصيلة البازية. يتكاثر في جميع أنحاء الأجزاء الشمالية من نصف الكرة الأرضية الشمالي في كندا وفي أقصى شمال الولايات المتحدة الأمريكية.